# Cort Adeler

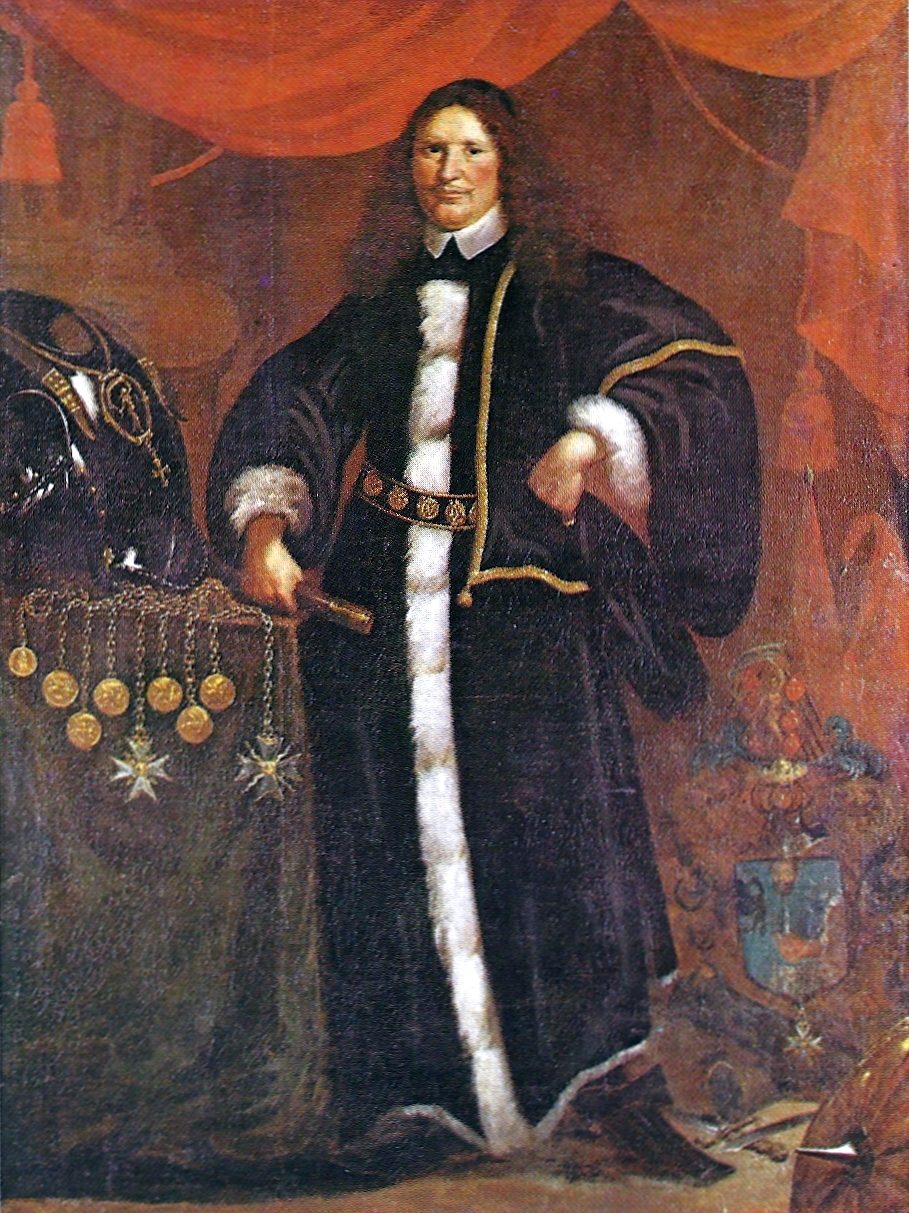
Cort Sivertsen Adeler

Cort Sivertsen Adeler (* 16. Dezemberjul. / 26. Dezember 1622greg. als Cort Sivertsen in Brevik, Norwegen; † 5. Novemberjul. / 15. November 1675greg. in Kopenhagen; dänische Schreibweise auch Coort Sifvertsen Adelaer, deutsch auch Curt Sivertsen Adelaer, niederländisch Koert Sievertsen Adelaer, italienisch Curzio Suffrido Adelborst) war ein norwegischer Seemann und späterer Admiral in der Marine des Königreichs Dänemark-Norwegen. Zudem war er auch Befehlshaber der niederländischen Flotte sowie der Marine der Republik Venedig.

## Herkunft
Adelers Vater, Sivert Jensen, war zunächst Gerichtsvollzieher, dann Stadtschreiber, Verwalter einer Saline und schließlich ab 1621 bis zu seinem Tod 1649 Kaufmann in Brevik, wo die Mutter Dorthe Nielsdatter noch bis 1656 lebte.

## Laufbahn
Cort Sivertsen ging 1637 im Alter von 15 Jahren nach Hoorn in den Niederlanden und wurde dort unter Cornelis Tromp als Fähnrich bzw. Seekadett („Adelborst“) für die Offizierslaufbahn zugelassen. Ab 1640 arbeitete auf einem bewaffneten niederländischen, für die Republik Venedig fahrenden Handelsschiff im Mittelmeer, dessen Kapitän er 1645 wurde. 1646 heiratete er in Hoorn Angelica „Engeltje“ Sophronia.
Etwa 1648 trat er in Venedigs Dienste, um an dessen Kämpfen gegen das Osmanische Reich teilzunehmen. Für viele erfolgreiche Kämpfe erhielt er Auszeichnungen und Belohnungen. Auf dem Höhepunkt dieses Karriereabschnitts wurde er 1660 Generalkapitänleutnant der venezianischen Flotte.
1661 quittierte er den Dienst und kehrte in die Niederlande zurück, wo seine erste Frau verstorben war. Im Jahr darauf heiratete er in Amsterdam die 22-jährige Anna Pelt, die bis 1694 lebte. Dabei nahm er den Namen Adeler an, der vom mütterlichen Zweig der Familie herrühren soll, in der Telemark zu dieser Zeit verbreitet war und im Niederländischen aufgrund der Ähnlichkeit zu „Adelaar“ (dt. „Adler“) als Ehrbezeichnung gedeutet werden konnte.
1663 ernannte ihn Friedrich III. zum Generaladmiral des Königreichs Dänemark-Norwegen, nachdem zuvor der niederländische Admiral de Ruyter als Nachfolger des 1660 verstorbenen Ove Godde gescheitert war. Zwischenzeitlich hatte Reichsadmiral Henrik Bjelke den Oberbefehl über die Flotte, doch suchte Friedrich einen Mann mit größerer internationaler Erfahrung. Bereits am Ende des Jahres kehrte Adeler in die Niederlande zurück, um dort neue Impulse für den Schiffbau zu sammeln. Ab 1664 leitete er in Bergen den Bau neuer Schiffstypen nach niederländischem Modell. 1664 und erneut 1669 leitete er, wiederum mit der aufstrebenden Seemacht Niederlande, schwierige Verhandlungen um die Auslieferung neuer Schiffe sowie Schiffskapazitäten als Zahlungsgrundlage.
1670 wurde Adeler Direktor der dänisch-norwegischen Ostindien-Kompanie. 1671 wurde er zum „Weißen Ritter“ des Dannebrogordens ernannt. Er ließ sich in Kopenhagens Zentrum Christianshavn ein Haus errichten, erwarb jedoch auch größere Anwesen und Werte in seiner Heimat Norwegen. Um diese vermochte er sich jedoch nur wenig zu kümmern und verkaufte sie schließlich an seinen Bruder Niels.
1675, als sich der Nordische Krieg (1674–1679) auf Schonen in Schweden ausweitete, leitete Adeler die dänisch-norwegische Flotte. Es kam jedoch, aufgrund von Stürmen und unter beiden Parteien wütenden Krankheitsepidemien, im Herbst 1675 nicht mehr zum Zusammenstoß mit der schwedischen Flotte. Stattdessen erkrankte Adeler selbst so schwer, dass er am 2. November 1675 das Kommando abgeben musste. Wenige Wochen später, am 25. November 1675, verstarb er in Kopenhagen.